# Giuseppe Petrilli
Giuseppe Petrilli (* 24. März 1913 in Neapel; † 13. Mai 1999 ebenda) war ein italienischer Professor und EWG-Kommissar.
Giuseppe Petrilli studierte Mathematik. In der ersten europäischen Kommission war Petrilli Kommissar für Beschäftigung, soziale Angelegenheiten und Chancengleichheit. Außerdem war er Mitglied der Arbeitsgruppen der Hauptverantwortungsgebiete Entwicklung der überseeischen Staaten und Gebiete und Außenbeziehungen. Am 8. Februar 1961 (nach anderen Daten bereits September oder Dezember 1960) trat er als Kommissar zurück. Sein Nachfolger wurde Lionello Levi Sandri. Er ist jedoch nicht mehr in der Arbeitsgruppe Außenbeziehungen, sondern in der von Wirtschaft und Finanzen vertreten.
1960 wurde der Professor Präsident des IRI (Italienisches Institut für industriellen Wiederaufbau – eine mächtige staatseigene Gesellschaft). Dies blieb er fast 20 Jahre lang, bis 1979.
1979 wurde er nach den Wahlen ein Mitglied des italienischen Senats. Er gehörte der Democrazia Cristiana (DC) an.